# Centro Universitário Santa Amélia
O Centro Universitário Santa Amélia (UniSecal) é uma instituição privada de ensino superior, com sede na cidade de Ponta Grossa, no Paraná.
A instituição foi idealizada pelos professores Weider Barreto Aguiar e Eunice Andrade Aguiar, que criaram a Faculdade Cristo Rei em 1988. Em 1998 foi instituida a Sociedade Educativa e Cultural Amélia (SECAL), mantenedora da Faculdade Santa Amélia. Em 2018 a instituição passou a ser centro universitário, tornando-se Centro Universitário Santa Amélia, com quatro campi.